# GOLDEN☆BEST The Best
『GOLDEN☆BEST The Best』（ゴールデンベスト・ザ・ベスト）は、亜蘭知子のベスト・アルバム。

## 内容
約21年ぶりにリリースした本作は「ゴールデン☆ベスト」の一つとしてリリースされた亜蘭にとっては初のベスト・アルバムで、CBS・ソニー在籍時の楽曲も収録した。

## 収録曲
全曲作詞：亜蘭知子
1. Everything
作曲：栗林誠一郎　編曲：大堀薫
2. 秋
作曲：織田哲郎　編曲：明石昌夫
3. Je t'aime 気ままに…
作曲：三浦一年　編曲：明石昌夫
4. Wait Forever
作曲：栗林誠一郎　編曲：萩田光雄
5. Be My Venus（原曲：渚のオールスターズ）
作曲：織田哲郎　編曲：明石昌夫
6. MIND GAMES
作曲・編曲：織田哲郎
7. バラと稲妻
作曲：太田泰麿呂　編曲：斉藤英夫
8. Love Connection (したたかにWoman)
作曲：Joey Carbone　編曲：佐藤博
9. Taxi-Driver
作曲・編曲：神保彰
10. Drive To Love (愛の海へ)
作曲：神保彰　編曲：向谷実
11. Slow Nights
作曲：野呂一生　編曲：向谷実
12. 裸足のサロメ
作曲・編曲：向谷実
13. Body to Body
作曲・編曲：西村麻聡
14. ひと夏のタペストリー
作曲・編曲：西村麻聡
15. Baby Don't You Cry Anymore
作曲・編曲：西村麻聡
16. モノクローム
作曲・編曲：笹路正徳
17. MORE EXPRESSION
作曲・編曲：笹路正徳
18. 悲しきボードビリアン
作曲：織田哲郎・清水靖晃・笹路正徳　編曲：清水靖晃・笹路正徳

## 参加ミュージシャン
- 織田哲郎 - ギター、キーボード
- 北島健二（FENCE OF DEFENSE） - ギター
- 増崎孝司（DIMENSION） - ギター
- 吉川忠英 - アコースティック・ギター
- 明石昌夫 - ベース、シンセサイザー
- 大堀薫 - ベース、シンセサイザー
- 西村麻聡（FENCE OF DEFENSE） - ベース
- 神保彰 - ドラム
- 渡嘉敷祐一 - ドラム
- 小野塚晃（DIMENSION） - キーボード
- 笹路正徳 - キーボード
- 向谷実 - キーボード
- 清水靖晃 - サックス
- 古川真一 - コーラス